# 重金属彼女
『重金属彼女』（じゅうきんぞくかのじょ）は、原作・西野かつみ、作画・りすまいによる日本の漫画作品。スクウェア・エニックスのウェブコミック配信サイト『ガンガンONLINE』で2010年9月9日更新分から2011年7月28日更新分まで第2・第4週更新で連載されていた。

## 登場人物
ボク
重金属音楽部所属。一年生。本名は不明。
天ノ川 凛子（あまのかわ りんこ）
重金属音楽部部長。二年生。赤髪のロングヘアでツリ目。
料理が殺人的に下手。
御剣 伊織（みつるぎ いおり）
薙刀部のエース、二年生。凛子の友人。
綾小路 乙女（あやのこうじ おとめ）
生徒会書記。
実篤（さねあつ）

瀧川 公太郎（たきがわ こうたろう）

## 単行本
1. 2011年5月21日 ISBN 978-4-7575-3233-5
2. 2011年6月22日 ISBN 978-4-7575-3260-1
3. 2011年10月22日 ISBN 978-4-7575-3391-2